# فالغو فانامويسا (دائرة ماريما)
فالغو فانامويسا (بالإستونية: Valgu-Vanamõisa) هي قرية تقع في دائرة ماريما بمقاطعة رابلا في إستونيا.